# Compañero del alma, elegía a Miguel Hernández, poeta
Compañero del Alma; elegía a Miguel Hernández, poeta es un documental de 2005 dirigido por José Manuel Iglesias y coguionizado por él mismo, junto al profesor Jesucristo Riquelme.
Una película fue producida por la productora Trece Gatos Negros en colaboración con DN Producciones, la madrileña La Fiebre y la valenciana  Malvarrosa Media. 
Se rodó en varias fases, durante los años 2003, 2004 y 2005. Contó con el apoyo del Ateneo de Madrid, la Universidad de Alicante, la Universidad Miguel Hernández de Elche, la Fundación Cultural Miguel Hernández, la Fundación Pablo Iglesias, los Ayuntamientos de Elche, Cox, Torrevieja, Alicante, Orihuela y Palencia y con el consentimiento explícito y presencia de los Herederos de Miguel Hernández.
La película se preestrenó en el Cine Palafox de Madrid, en el Palacio de la Música de Torrevieja y en la ciudad de San Felipe (Venezuela).

## Argumento
Con este largometraje se cumple un “debe” con la figura de Miguel Hernández, el poeta cabrero de Orihuela (Alicante). Hernández es quizás la personalidad más atractiva de la literatura de guerra antifascista. La película, de atrevida factura –sin llegar a entrar en la categoría de cine experimental: habla de un autor que pasó del anonimato a un símbolo, más tarde al ostracismo y, en el presente, a un mito gracias a la calidad de su obra y a lo trágico de su vida y anticipada muerte.

## Comentarios
La película es un largometraje de vanguardia que cuenta con las entrevistas de los ya fallecidos el Nobel de Literatura José Saramago y el Premio Nacional de Poesía Leopoldo de Luis. La película contó también con la participación de los renombrados políticos: Alfonso Guerra y Federico Trillo, así como con numerosos coetáneos, amigos, vecinos, familiares y especialistas y estudiosos del poeta y/o su obra.
Como elemento innovador el filme contó con una banda sonora original en español, donde se musicalizó una selección antológica de quince temas, con su correspondiente videoclip. La película cuenta con estilos musicales tan diferentes como el pop, rock, swing, Heavy metal e incluso una ranchera o un rap, huyendo del estilo de “cantautor” tan usual en la poesía cantada y adentrándose en ritmos que pretenden acercar a Miguel Hernández a las nuevas generaciones.
La voz en off correspondió al periodista Pedro Piqueras, así como contó con la colaboración de los periodistas Pepe Oneto y Pepe Calabuig; y la participación de los actores África Gozalbes, Mulié Jarjú, Juan Jorge de Juan y José de Juan.
En cuanto a la imagen, la película fue rodada con dos unidades de cámara y editada mediante la técnica del split screen (filmmaking) (doble imagen en pantalla partida), en un tono actual que bordea la publicidad o los clips musicales y convirtiendo la obra en un documento, no sólo histórico, sino entretenido.

## Música
En cuanto a la música, dependiendo del Director Musical del filme Luis José Rivera, cuenta con trabajos de M-Clan, Nacho Campillo (Tam Tam go), Ramón Arroyo de “Los Secretos” y Esmeralda Grao, Nancho Novo y Los Castigados sin postre, Juan Matute, Pablo Perea, Pablo Martín de “La Tercera República” (Martín & García), Red House, Thais de la Guerra, Souchi & Small Noize, KNO, Pepín Tre, Coro Maestro Casanovas y Los Giusseppes.
Dentro de los contenidos musicales figuró el estreno de un "Himno de la República" que permanecía en el olvido y que fue recuperado y algunos poemas inéditos del autor, así como una semblanza completa del poeta a través de aquellos que le conocieron.

## Mediometraje en 2010
En el año 2010, el realizador dirigió un nuevo trabajo audiovisual institucional, por encargo del Ayuntamiento de Elche, titulado El Siglo del Poeta, de 27 minutos de duración. El trabajo mantuvo la estética y el espíritu del largometraje anterior , ahondando en este caso en la relación del poeta con la ciudad de Elche.
Este nuevo trabajo contó con nuevas entrevistas rodadas ex profeso a coetáneos del poeta y familiares: participación de Alejandro Soler Mur (Alcalde de Elche), José Ramón Rovira (Presidente de la Comisión Nacional del Centenario Miguel Hernández) y con Francisco Escudero (Coordinador de los Actos del Centenario en Elche). La película presentó un tema musical en los créditos finales compuesto e interpretado por el músico Filiú, en el que se homenajeó a Miguel Hernández en tono roquero.